# Tadeusz Chróścielewski

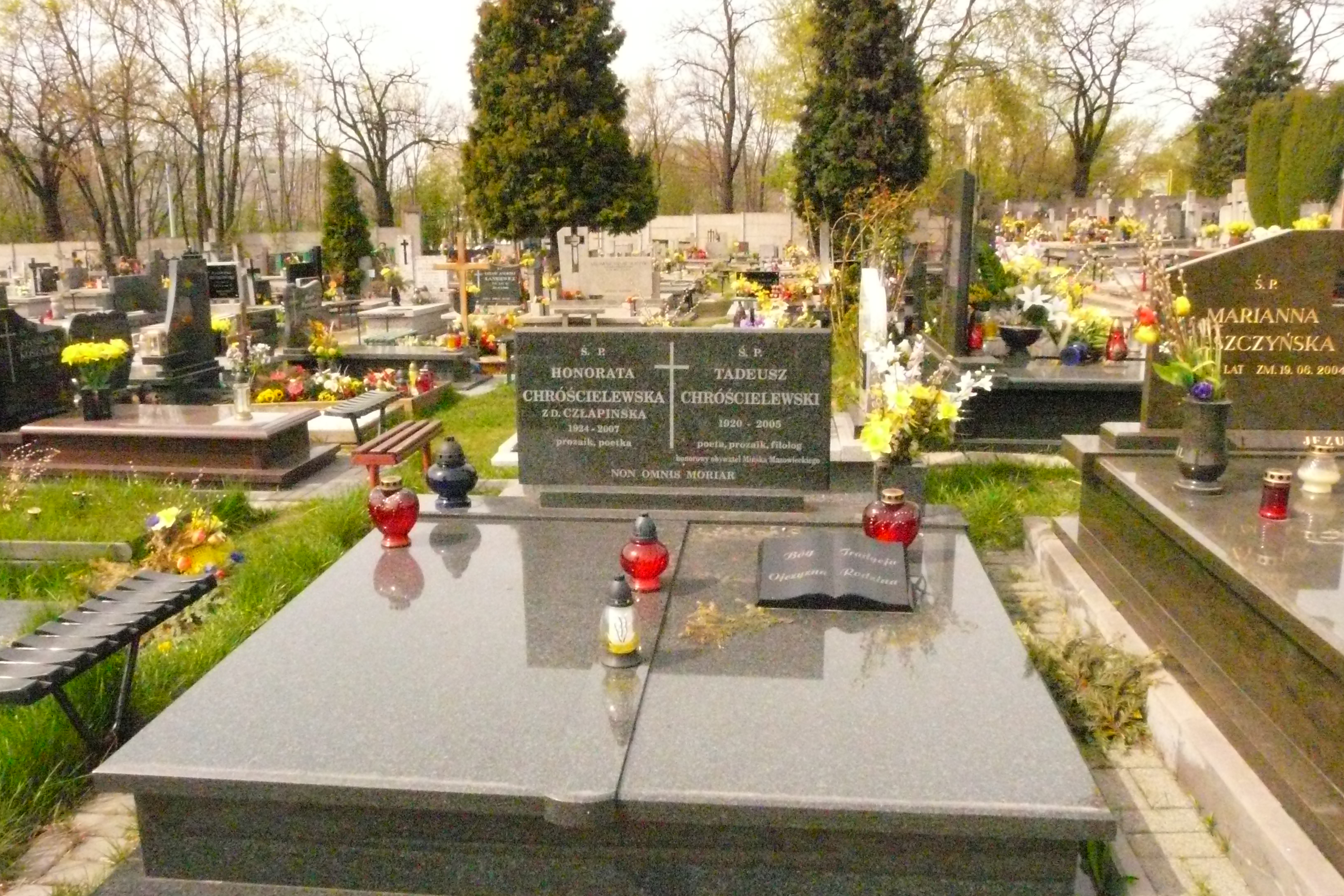
Grób T. Chróścielewskiego na cmentarzu na Radogoszczu w Łodzi.

Tadeusz Chróścielewski (ur. 3 czerwca 1920 w Mińsku Mazowieckim, zm. 17 sierpnia 2005 w Łodzi) – polski pisarz i tłumacz.
Ojciec poetki Doroty Chróścielewskiej i prawnika – prof. dr. Wojciecha Chróścielewskiego, mąż Honoraty Chróścielewskiej.

## Życiorys
Od 1945 roku związany z Łodzią. Od 1951 roku należał do PZPR. Tworzył lirykę pejzażową i refleksyjną (Uczta Aureliana, Hipokrene warmińska, Jasień i jesień).
Pisał również powieści (Szkoła dwóch dziewcząt, Laska Matuzalema, Mój ożenek w krainie Feaków). Był tłumaczem poezji rosyjskiej, ukraińskiej i białoruskiej (m.in. Janka Kupała, Aleksiej Tołstoj). W 1985 r. wydał wspomnienia pod tytułem Uczeń czarnoksiężników.
Współpracował z wydawaną w Łodzi prasą codzienną oraz tygodnikami społeczno-kulturalnymi: „Wieś”, „Osnowa”, „Odgłosy”.
W 1955 roku złożył wniosek, aby metalowa rzeźba konia na budynku pierwszej w Łodzi lecznicy dla zwierząt przy ul. M. Kopernika 22, uwieczniony w Kwiatach polskich tzw. koń tuwimowski, została uznana za zabytek.
Autor napisów na łódzkich pomnikach: w mauzoleum na Radogoszczu oraz „Pękniętego Serca”, upamiętniającego obóz dla polskich dzieci przy ul. Przemysłowej.
Zmarł nagle 17 sierpnia 2005, w wieku 85 lat. Pochowany na cmentarzu na Radogoszczu w Łodzi.
Odznaczony Krzyżem Komandorskim (2005), Krzyżem Kawalerskim Orderu Odrodzenia Polski, Złotym i Srebrnym Krzyżem Zasługi.

## Twórczość

### Proza
Rodzina jednorożców 1960, Szkoła dwóch dziewcząt 1965, 1966 i 1967, Szkarłatna godzina 1968 i 1970, Aurelian, albo zjazd koleżeński 1971 i 1984, Srebrna i odloty 1974, Laska Matuzalema 1974, Dzbanek życia 1977, Mój ożenek w kraju Feaków 1979 i 1988, Pejzaż z Baśką i paniutkami 1985, Podróże staroświeckie (reportaże i eseje) 1982, Uczeń czarnoksiężników 1986,
Błękitny generał 1990, Godzina Duchów w Skierniewicach 1991, Druga żona 1992 i 1999, Dzieje miłości Alberta i Józefiny 1992, Gwiazda blada 1992, Dom mojej babci w Siedlcach 1992, Klechdy i opowiadania srebrem pisane 1992, Historyja prawdziwa 1993, Sybiraczka 1994, Dwa opowiadania 1997, To i owo, a już historia 1998, Sługa Boża Wanda Malczewska 1999, Dzisiaj się rozejdziemy 1999, Okruchy z długiego życia 2001, Podzwonne 2004.

### Autobiografie
- Uczeń czarnoksiężników; Łódź 1985. ISBN 83-03-01145-6.
- To i owo, a już historia; Łódź 1997, Wyd. Literatura. ISBN 83-87080-44-6.